# تیسابو
تیسابو (به مجاری:  Tiszabő) یک منطقهٔ مسکونی در مجارستان است که در ناحیه کون‌هدیش واقع شده‌است. تیسابو ۳۵٫۰۴ کیلومتر مربع مساحت و ۲٬۰۹۴ نفر جمعیت دارد.